# Story: 25 Years of Hits
Story: 25 Years of Hits (nota anche come Story) è la quinta raccolta del gruppo musicale britannica Pet Shop Boys, pubblicata l'8 marzo 2009.

## Il disco
Pubblicato in occasione dei 25 anni di carriera del gruppo, Story: 25 Years of Hits anticipò di alcune settimane la pubblicazione del decimo album in studio Yes. Rispetto alle altre raccolte precedente pubblicate dal gruppo, Story fu pubblicata esclusivamente come allegato dell'uscita settimanale del giornale britannico Mail on Sunday in un'edizione limitata a due milioni di copie.

## Tracce
1. West End Girls (10" Mix)
2. Paninaro (7" Mix)
3. It's a Sin (Disco Mix)
4. What Have I Done to Deserve This? (7" mix)
5. Jealousy (7" mix)
6. Being Boring (7" mix)
7. Go West (7" mix)
8. Before (7" mix)
9. Home and Dry (7" mix)
10. Flamboyant (7" mix)
11. Did You See Me Coming?